# Gerald Ashby
Gerald Ashby (Worcestershire, 1949. november 6. – Worcestershire, 2001. december 17. ) angol nemzetközi labdarúgó-játékvezető. Polgári foglalkozása könyvelő.

## Pályafutása

### Nemzeti játékvezetés
1982 és 1985 között országos asszisztens és játékvezető. 1985-től - 1992-ig Liga bíró. 1992-től a Premier Liga játékvezetője. Az aktív nemzeti játékvezetéstől 1998-ban vonult vissza.

#### Nemzeti kupamérkőzések
Vezetett Kupa-döntők száma: 1.

##### FA Kupa
| Időpont         | Helyszín                | Mérkőzés típusa | Mérkőzés                        | Eredmény | Nézők száma |
| --------------- | ----------------------- | --------------- | ------------------------------- | -------- | ----------- |
| 1995. május 20. | Wembley Stadion, London | döntő           | Everton FC–Manchester United FC | 1 : 0    | 79 592      |

### Nemzetközi játékvezetés
Az Angol labdarúgó-szövetség Játékvezető Bizottsága (JB) terjesztette fel nemzetközi játékvezetőnek, a Nemzetközi Labdarúgó-szövetség (FIFA) 1992-től tartotta nyilván bírói keretében. A FIFA JB központi nyelvei közül a angolt beszéli. Több nemzetek közötti válogatott és klubmérkőzést vezetett, vagy működő társának 4. bíróként segített. Az angol nemzetközi játékvezetők rangsorában, a világbajnokság-Európa-bajnokság sorrendjében többedmagával a 38. helyet foglalja el 1 találkozó szolgálatával. Az aktív nemzetközi játékvezetéstől 1995-ben a FIFA JB 45 éves korhatárát elérve búcsúzott. Válogatott mérkőzéseinek száma: 1.

#### Európa-bajnokság
Az európai-labdarúgó torna döntőjéhez vezető úton Angliába a X., az 1996-os labdarúgó-Európa-bajnokságra az UEFA JB játékvezetőként foglalkoztatta.

##### 1996-os labdarúgó-Európa-bajnokság

###### Selejtező mérkőzés
| Időpont            | Helyszín                  | Mérkőzés típusa           | Mérkőzés            | Eredmény | Nézők száma |
| ------------------ | ------------------------- | ------------------------- | ------------------- | -------- | ----------- |
| 1994. november 16. | Tsirion Stadion, Limassol | előselejtező (2. csoport) | Ciprus–Örményország | 2 : 0    | 3 254       |